# KPlato
KPlato jest programem do zarządzania projektami zawartym w KOffice. Program skupia się na planowaniu projektów. Plany są wizualizowane przy pomocy diagramów Gantta.
Pakiet KOffice został zastąpiony w 2012 roku przez Calligra Suite.